# Специальный факультет Военной академии РККА имени М. В. Фрунзе
Специальный факультет Военной академии РККА имени М. В. Фрунзе (ранее — Восточный факультет Военной академии РККА имени М. В. Фрунзе) — учебное формирование Красной Армии по подготовке военных дипломатов и разведчиков, структурное подразделение Военной академии РККА имени М. В. Фрунзе.

## Создание
Был создан в 1920 году приказом народного комиссара по военным и морским делам и председателя Революционного Военного Совета Республики Л. Д. Троцкого по инициативе бывших генералов царской армии (А. А. Давлетшина, Н. И. Раттэль, А. Е. Снесарева) при Военной академии РККА в виде восточного отделения.

## Назначение
Подготовка военных дипломатов и разведчиков стратегической военной разведки Красной Армии со знанием восточных языков (китайский, персидский, турецкий, урду (хиндустани), японский).

## История функционирования
Отбор кандидатов на обучение, учебный процесс и распределение выпускников курировало Разведывательное управление РККА.
В 1922 году восточное отделение было преобразовано в восточный отдел.
С 1925 года — Восточный факультет.
В 1937 году в связи с открытием здесь западного отделения был преобразован в Специальный факультет. На западном отделении в качестве основных иностранных языков изучались английский, немецкий, польский, румынский, финский и французский.

### Расформирование
В 1940 году факультет был расформирован в связи с созданием отдельных учебных заведений по подготовке разведчиков, в том числе Высшей специальной школы Генерального штаба Красной Армии.

## Значение
В 2015 году российский историк П. В. Густерин высоко оценил роль факультета, отметив, что за годы своей работы он выпустил свыше 600 специалистов, «без которых невозможны были бы существование военной разведки СССР и становление современной российской разведки». В частности, выпускниками Восточного факультета являлись три первых начальника Военно-дипломатической академии.

## Известные преподаватели
- М. А. Абсалямов
- В. В. Андрианов
- А. Б. Асков
- М. О. Аттая
- Х. К. Баранов
- Н. Н. Биязи
- Ф. П. Гайдаров
- А. Л. Гальперин
- В. А. Гордлевский
- Т. И. Грунин
- В. А. Гурко-Кряжин
- Б. М. Данциг
- Б. И. Доливо-Добровольский
- В. С. Колоколов
- Н. Г. Корсун
- Н. И. Лянь-Кунь
- М. М. Малыгин
- И. К. Мамаев
- Б. В. Миллер
- А. Н. Мусаэаян
- А. М. Никонов
- П. А. Панов
- Д. М. Позднеев
- Н. М. Попов
- И. М. Рейснер
- И. А. Ринк
- И. С. Романов
- А. Н. Самойлович
- А. Е. Снесарев
- Л. Н. Соколов
- Р. С. Цифер
- Г. П. Чепраков
- Н. Н. Шварц
- В. И. Швецов
- И. Д. Ягелло

## Известные выпускники
см. Выпускники специального факультета Военной академии имени М. В. Фрунзе